# Bertoldo I d'Istria
Bertoldo III (1110/1112 circa – 14 dicembre 1188) membro della dinastia bavarese degli Andechs, fu margravio d'Istria (come Bertoldo I) dal 1173 alla morte e margravio di Carniola dal 1173 alla morte.

## Biografia
Era figlio del conte Bertoldo II di Andechs († 1151), sovrano di Dießen in Baviera, Plassenburg in Franconia e Stein in Carniola, e della sua prima moglie Sofia († 1132), figlia di margravio Poppo II di Carniola. Suo fratello Ottone divenne principe-vescovo di Bressanone nel 1165. Fedele sostenitore dell'imperatore della dinastia Hohenstaufen Federico Barbarossa, il conte Bertoldo divenne uno dei nobili più importanti, con vaste terre in Baviera, Franconia e Carniola a sud delle Alpi orientali. 
Nel 1173 fu nominato margravio d'Istria, succedendo a Enghelberto III, l'ultimo margravio della dinastia di Sponheim e cugino di sua madre Sofia. Quando nel 1180 l'imperatore Federico depose il duca della dinastia Welfen Enrico il Leone, conferì al figlio di Bertoldo, il conte Bertoldo IV, il titolo di duca di Merania, elevando così la dinastia degli Andechs allo stato principesco. 

## Matrimonio e figli
Bertoldo III si sposò due volte. Nel 1152 sposò Edvige di Wittelsbach, figlia del conte palatino bavarese Ottone IV di Scheyern e Heilika di Pettendorf-Lengenfeld-Hopfenohe. Ebbero quattro figli: 
- Bertoldo IV, duca di Merania (1153–1204), margravio d'Istria dal 1188 al 1204;
- Sofia († 1218), sposò Poppo VI, conte di Henneber († intorno al 1190);
- Cunigonda († dopo il 1207), forse sposò Eberardo, conte di Eberstein;
- Matilde, contessa di Pisino († 1245), sposò Bertoldo, margravio di Vohburg. Nel 1190 circa sposò in seconde nozze Engelberto III, conte di Gorizia († 1217/20).

Bertoldo si risposò, nel 1180 circa, con la principessa Luitgarda di Danimarca, figlia del re Sweyn III di Danimarca e Adela di Meißen, figlia di Corrado di Meißen, margravio di Meißen e di Lusazia, ed Ida. Ebbero due figli: 
- Poppo, vescovo di Bamberga († 2 dicembre 1245);
- Berta, badessa a Gerbstadt († 1190).

Una loro figlia non identificata sposò lo ispán del comitato di Szolnok Ampud II.

## Ascendenza
|                       |                      |                        | Genitori           |  |  | Nonni |  |  | Bisnonni |  |  | Trisnonni |  |
|                       |                      |                        |                    |  |  |       |  |  | …        |  |  | …         |  |
|                       |                      |                        |                    |  |  |       |  |  | …        |  |  | …         |  |
|                       |                      | …                      |                    |  |  |       |  |  | …        |  |  |           |  |
| …                     |                      |                        |                    |  |  |       |  |  | …        |  |  |           |  |
|                       |                      | …                      | …                  |  |  |       |  |  |          |  |  |           |  |
|                       |                      | …                      | …                  |  |  |       |  |  |          |  |  |           |  |
|                       |                      | …                      | …                  |  |  |       |  |  |          |  |  |           |  |
| Bertoldo II d'Andechs |                      | …                      |                    |  |  |       |  |  |          |  |  |           |  |
|                       |                      | …                      | …                  |  |  |       |  |  |          |  |  |           |  |
|                       |                      | …                      | …                  |  |  |       |  |  |          |  |  |           |  |
|                       |                      | …                      | …                  |  |  |       |  |  |          |  |  |           |  |
| …                     |                      | …                      |                    |  |  |       |  |  |          |  |  |           |  |
|                       |                      | …                      | …                  |  |  |       |  |  |          |  |  |           |  |
|                       |                      | …                      | …                  |  |  |       |  |  |          |  |  |           |  |
|                       |                      | …                      | …                  |  |  |       |  |  |          |  |  |           |  |
| Bertoldo I d'Istria   |                      | …                      |                    |  |  |       |  |  |          |  |  |           |  |
|                       | Ulrico I di Carniola | Poppo I di Carniola    |                    |  |  |       |  |  |          |  |  |           |  |
|                       | Ulrico I di Carniola | Poppo I di Carniola    |                    |  |  |       |  |  |          |  |  |           |  |
|                       | Ulrico I di Carniola | Hadamut del Friuli     |                    |  |  |       |  |  |          |  |  |           |  |
| Poppo II di Carniola  | Ulrico I di Carniola |                        |                    |  |  |       |  |  |          |  |  |           |  |
|                       |                      | Sofia d'Ungheria       | Béla I d'Ungheria  |  |  |       |  |  |          |  |  |           |  |
|                       |                      | Sofia d'Ungheria       | Béla I d'Ungheria  |  |  |       |  |  |          |  |  |           |  |
|                       |                      | Sofia d'Ungheria       | Richeza di Polonia |  |  |       |  |  |          |  |  |           |  |
| Sofia di Carniola     |                      | Sofia d'Ungheria       |                    |  |  |       |  |  |          |  |  |           |  |
|                       |                      | Engelberto di Sponheim | …                  |  |  |       |  |  |          |  |  |           |  |
|                       |                      | Engelberto di Sponheim | …                  |  |  |       |  |  |          |  |  |           |  |
|                       |                      | Engelberto di Sponheim | …                  |  |  |       |  |  |          |  |  |           |  |
| Riccarda d'Istria     |                      | Engelberto di Sponheim |                    |  |  |       |  |  |          |  |  |           |  |
|                       |                      | …                      | …                  |  |  |       |  |  |          |  |  |           |  |
|                       |                      | …                      | …                  |  |  |       |  |  |          |  |  |           |  |
|                       |                      | …                      | …                  |  |  |       |  |  |          |  |  |           |  |
|                       |                      | …                      |                    |  |  |       |  |  |          |  |  |           |  |